# هینو رینبو
هینو رینبو (Hino Rainbow) خودرویی است که از سال ۱۹۸۰ تا کنون تولید شده‌است.
این خودرو در کلاس اتوبوس قرار گرفته و است. سیستم جعبه‌دندهٔ آن ۵ دنده به دو صورت خودکار و دستی است.

## نگارخانه

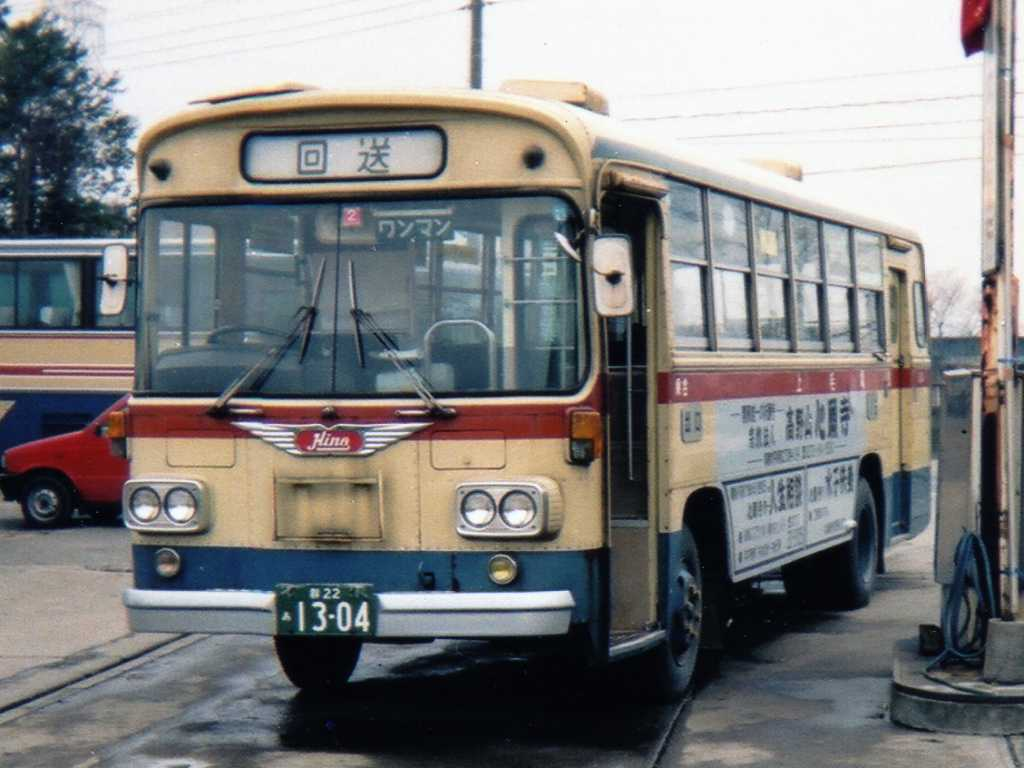
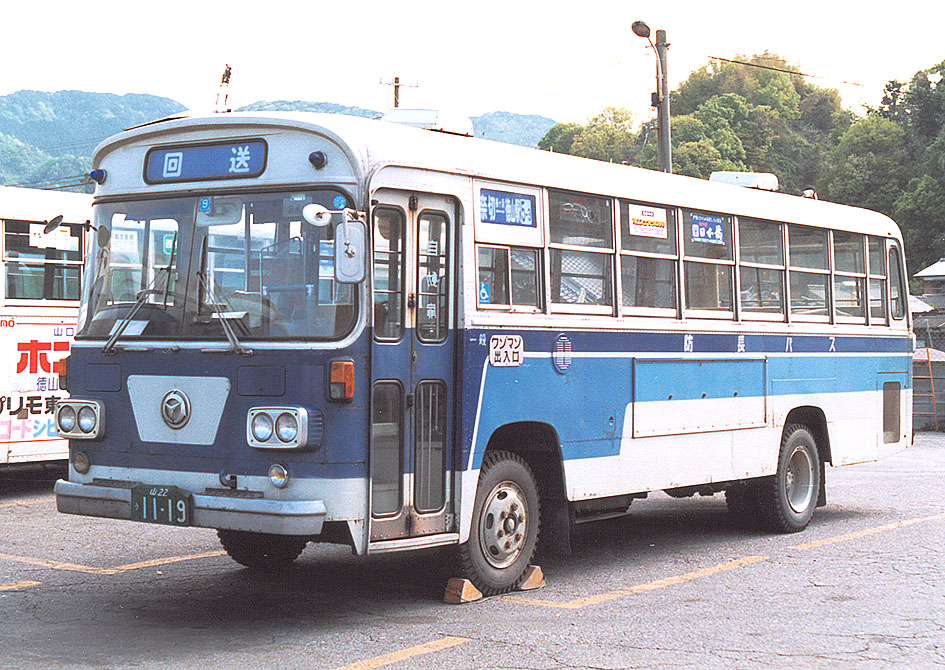